# Winwick (Cheshire)
Winwick – wieś i civil parish w Anglii, w hrabstwie ceremonialnym Cheshire, w dystrykcie (unitary authority) Warrington. Leży 33 km na północny wschód od miasta Chester i 272 km na północny zachód od Londynu. W 2011 roku civil parish liczyła 4968 mieszkańców.